# 昂泽姆
昂泽姆（法語：Anzême，法語發音：[ɑ̃zɛm]）是法国克勒兹省的一个市镇，位于该省北部偏西，克勒兹河左岸，属于盖雷区和大盖雷城市公共社区。

## 地理
昂泽姆（46°15'57"N, 1°51'49"E）面积29.5 平方千米，位于法国新阿基坦大区克勒兹省，该省份为法国中部省份，位于法國中央高原西北部，北起安德尔省和谢尔省，西接维埃纳省，南至科雷兹省，东临多姆山省，东北与阿列省接壤。
与昂泽姆接壤的市镇（或旧市镇、城区）包括：勒布尔当、比西耶尔迪努瓦斯、拉塞勒迪努瓦斯、尚桑格拉尔、格莱尼克、茹亚、圣菲耶勒、圣叙尔皮斯-勒盖雷图瓦。
昂泽姆的时区为UTC+01:00、UTC+02:00（夏令时）。

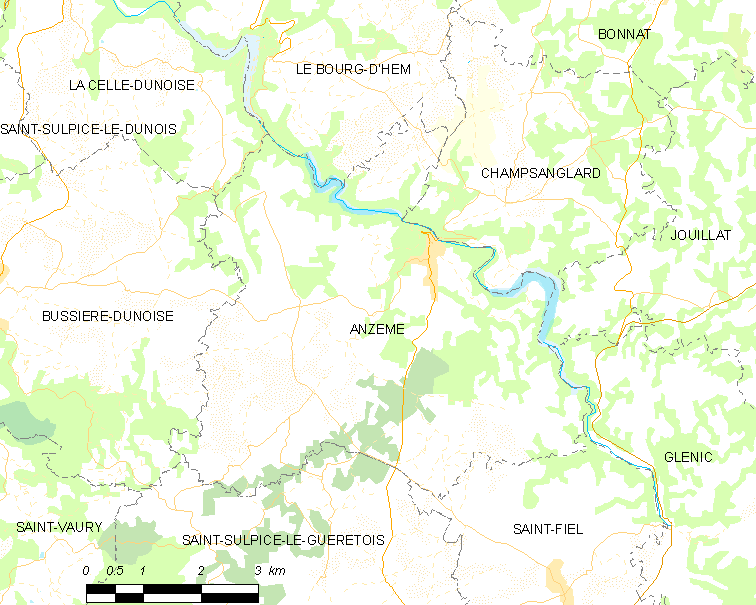
昂泽姆的OSM定位图

## 行政
昂泽姆的邮政编码为23000，INSEE市镇编码为23004。

## 政治
昂泽姆所属的省级选区为圣沃里县。

## 交通
克勒兹省省道D14线、D33线、D48线和D48A2线等经过昂泽姆境内。

## 文化

### 景点
昂泽姆圣伯多禄和圣保禄教堂，1982年被列入法国历史文物保护单位。

## 人口
整个20世纪，昂泽姆人口流失数量超过2/3。昂泽姆于2022年1月1日时的人口数量为549人。

1962-2008年间昂泽姆人口变化图示